# 15è districte de París
El 15è districte és el més poblat dels vint districtes de París, França. Es troba a la Riba Esquerra del Sena. Comparteix el barri de Montparnasse amb el 6è i 14è districtes. El gratacel més alt de París, la Tour Montparnasse; i la gare de Montparnasse es troben al límit del 15è i 14è districtes.
El 15è districte també conté el centre d'exposicions de Porte de Versailles, així com el districte de gratacels de Front de Seine, a prop de la Torre Eiffel.

## Geografia
El 15è districte té una àrea de 8,50 km².

## Demografia
El 15è districte va assolir la seva població màxima el 1962, quan tenia 250.551 habitants. Des d'aleshores, ha perdut al voltant d'una desena part de la seva població. A l'últim cens (1999), la població era de 225.362 habitants, i comptava amb 144.667 llocs de treball.
| Any (dels censos francesos) | Població | Densitat (hab. per km²) |
| --------------------------- | -------- | ----------------------- |
| 1872                        | 75.449   | 8.874                   |
| 1954                        | 250.124  | 29.419                  |
| 1962 (població màxima)      | 250.551  | 29.470                  |
| 1968                        | 244.080  | 28.709                  |
| 1975                        | 231.301  | 27.205                  |
| 1982                        | 225.596  | 26.534                  |
| 1990                        | 223.940  | 26.340                  |
| 1999                        | 225.362  | 26.507                  |

## Barris
Cadascun dels vint districtes de París se subdivideix en quatre barris (quartiers). Aquests són els quatre barris del 15è districte:
- Quartier Saint-Lambert
- Quartier Necker
- Quartier de Grenelle
- Quartier de Javel

## Galeria

Front de Seine des del Pont Mirabeau
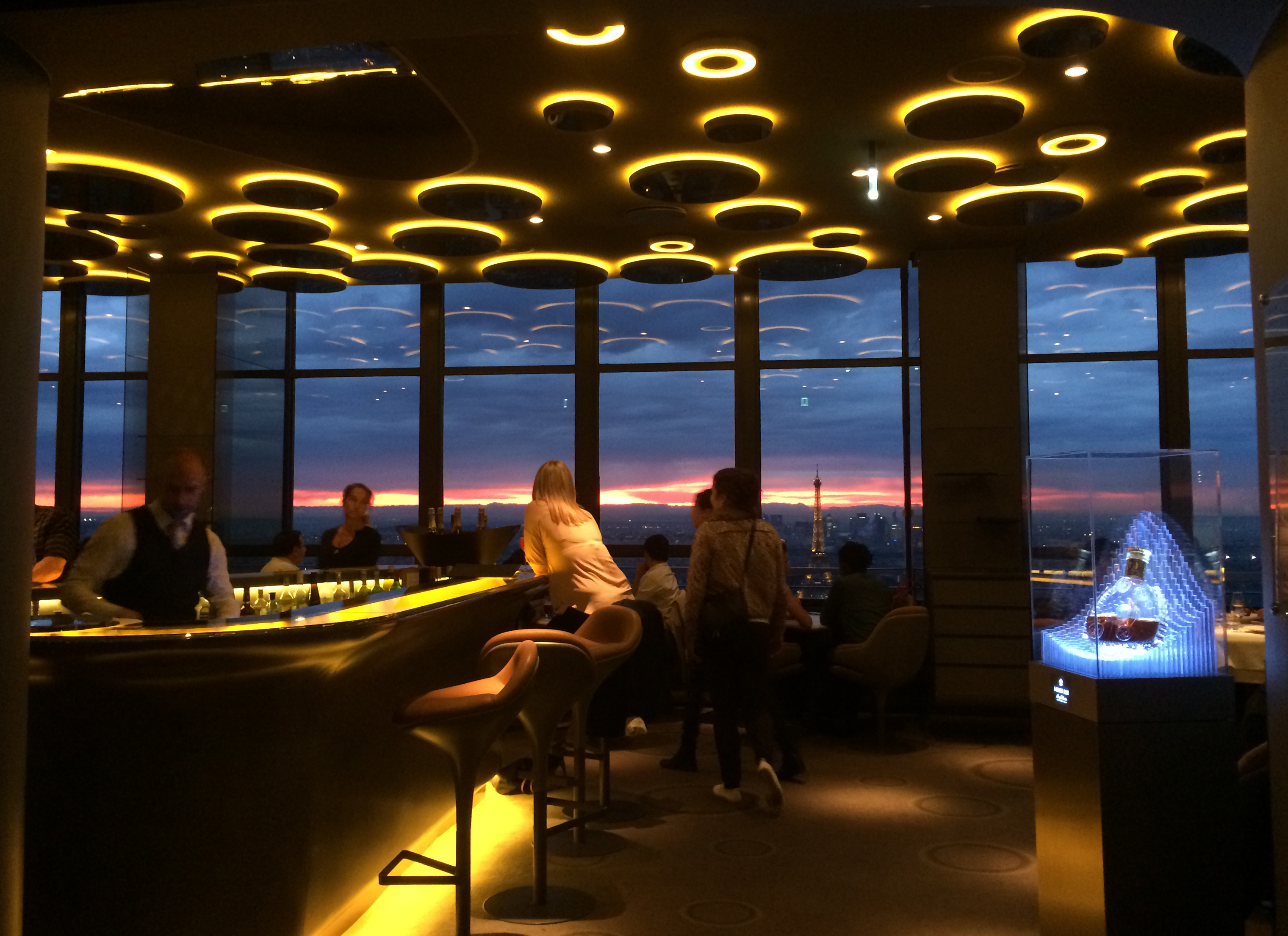
Le Ciel de Paris
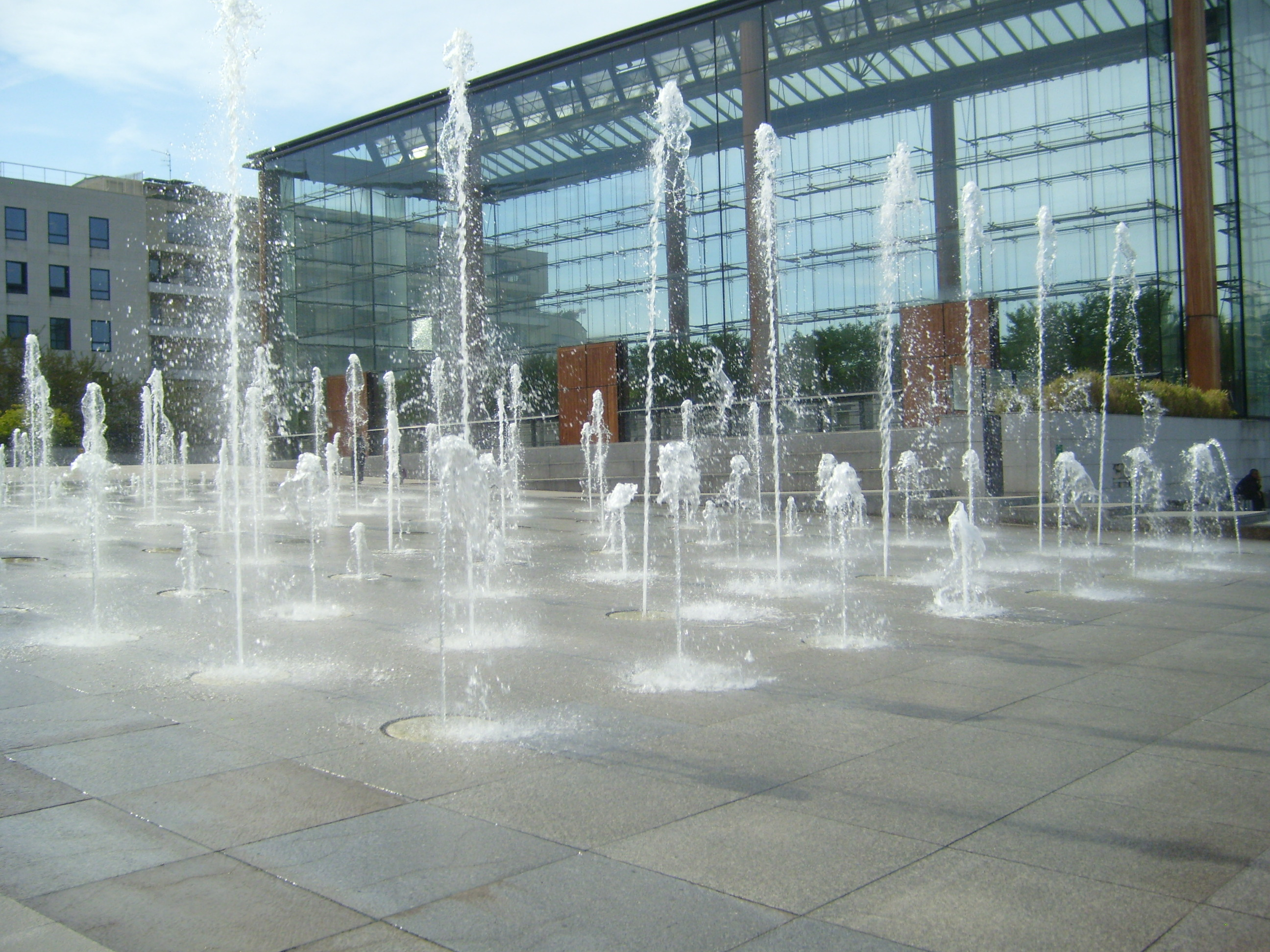
Columnes d'aigua, Parc André-Citroën
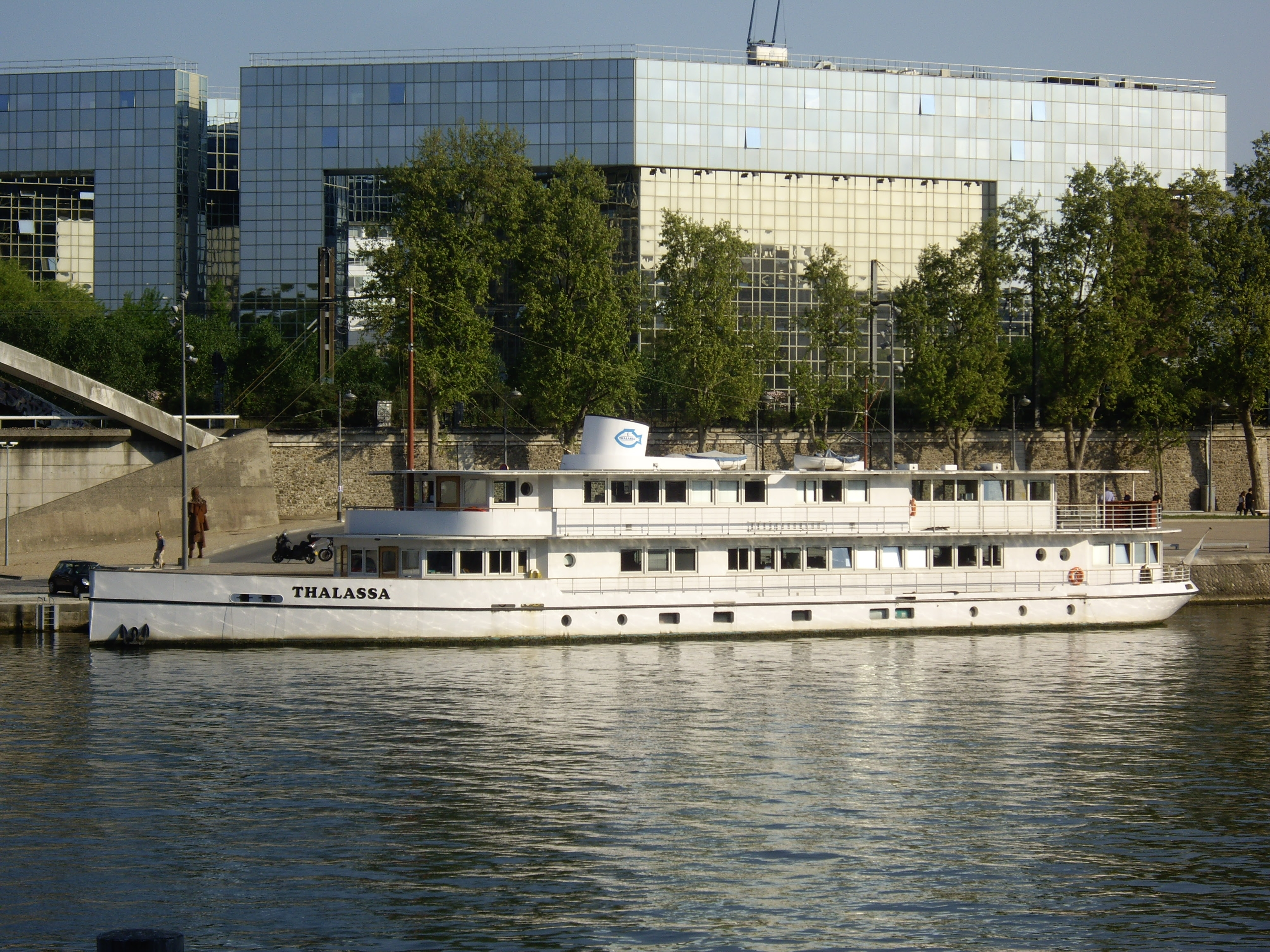
Péniche Thalassa, Port de Javel-Bas
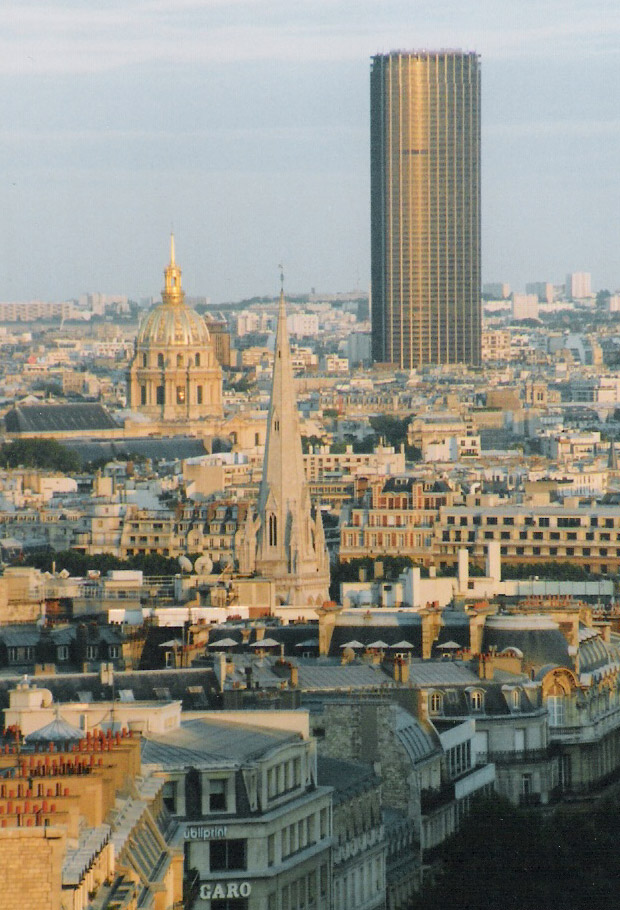
Tour Montparnasse des de l'Arc de Triomf
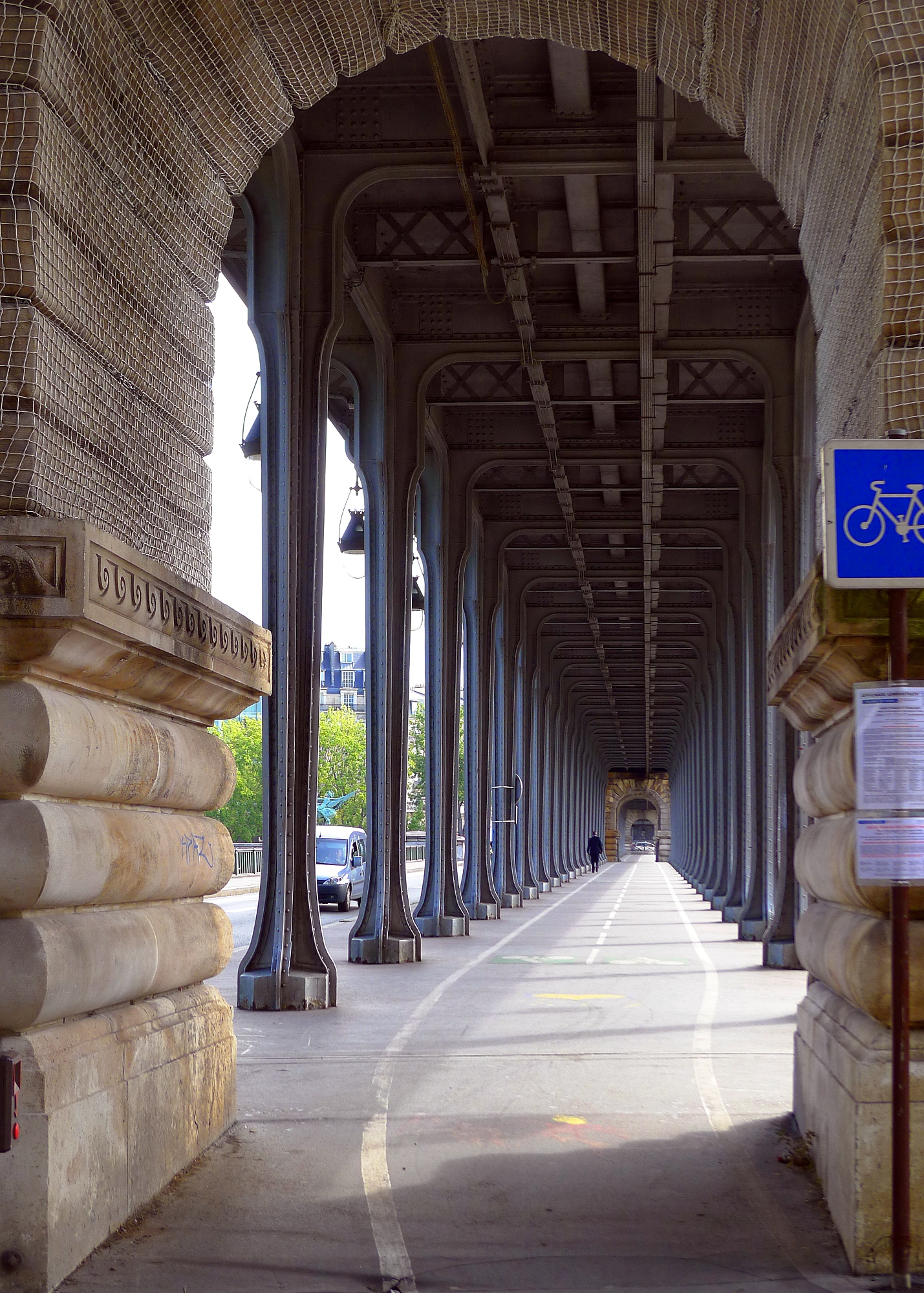
Pont de Bir-Hakeim
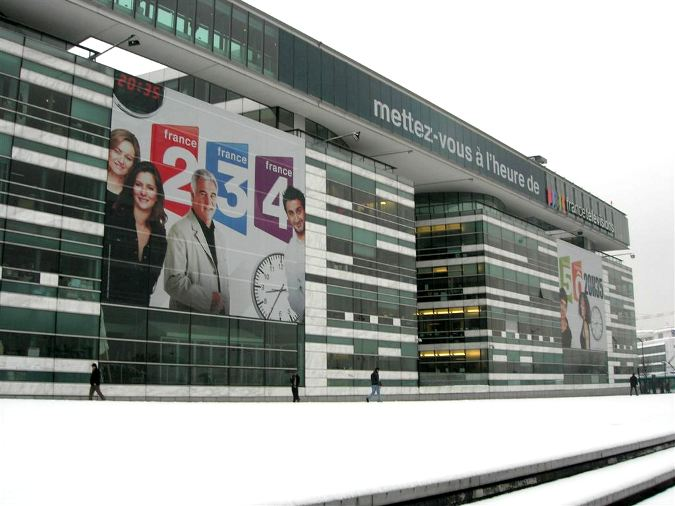
France Télévisions
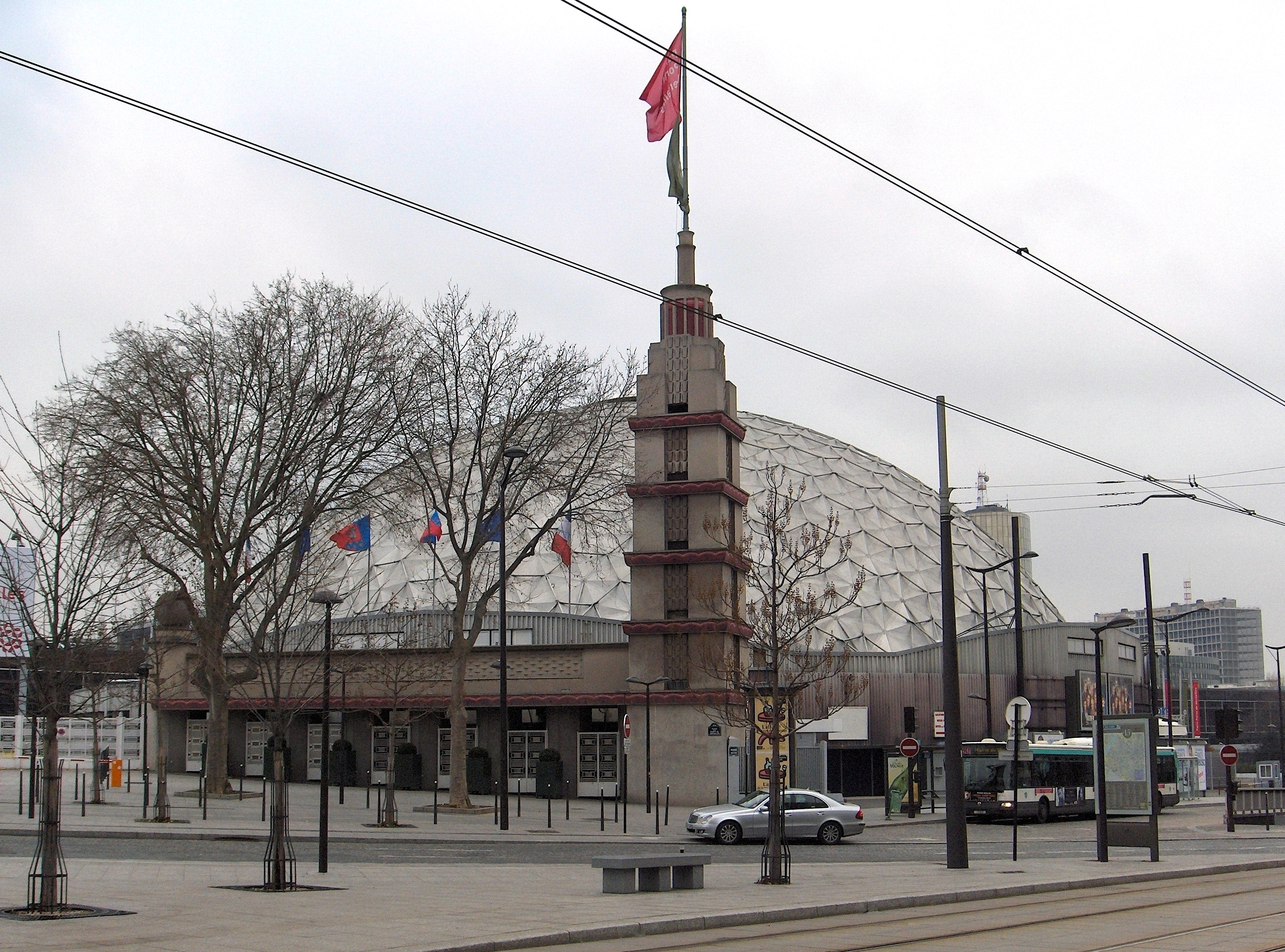
Palais des Sports de Paris
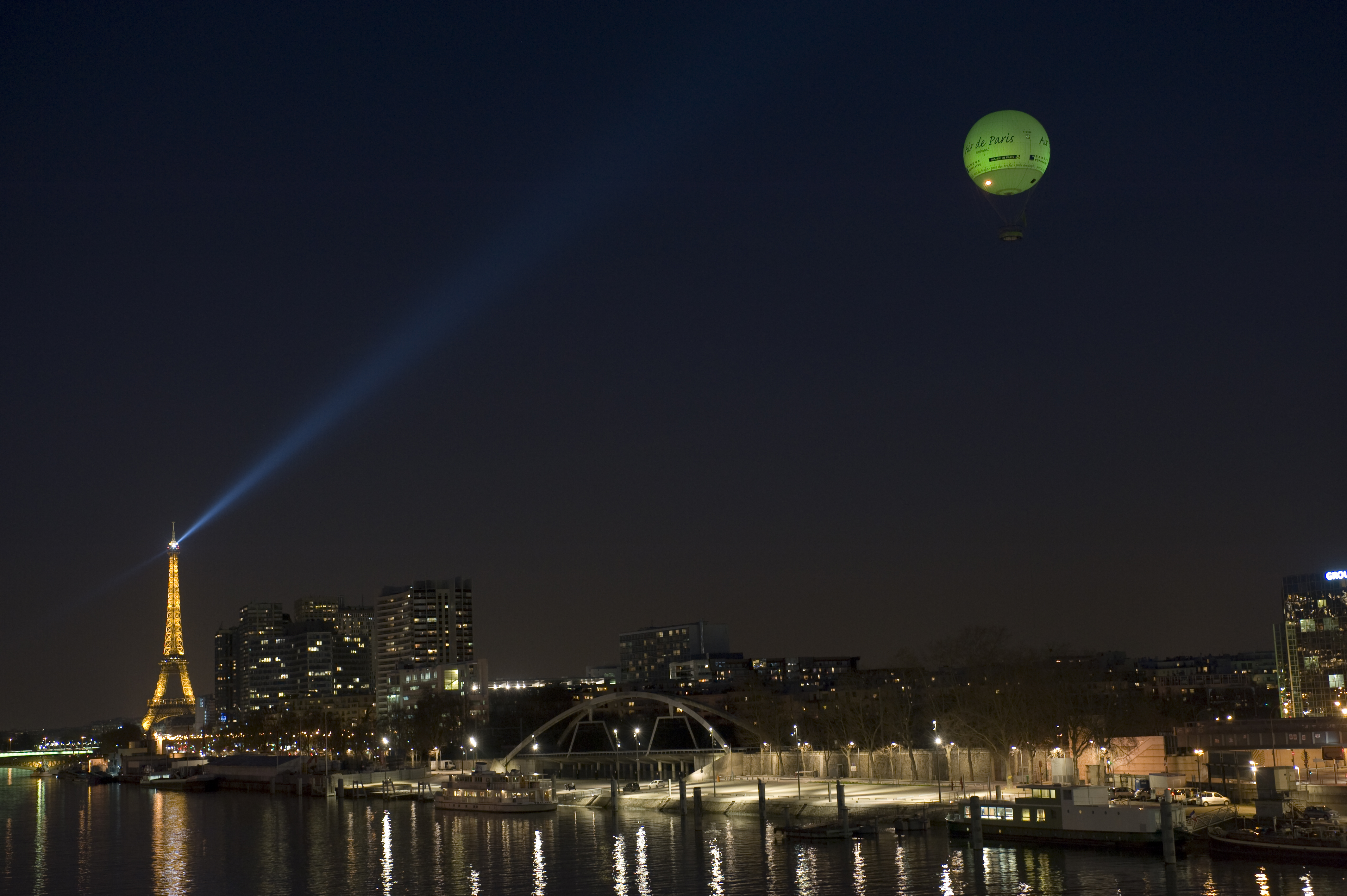
Globus Air de Paris
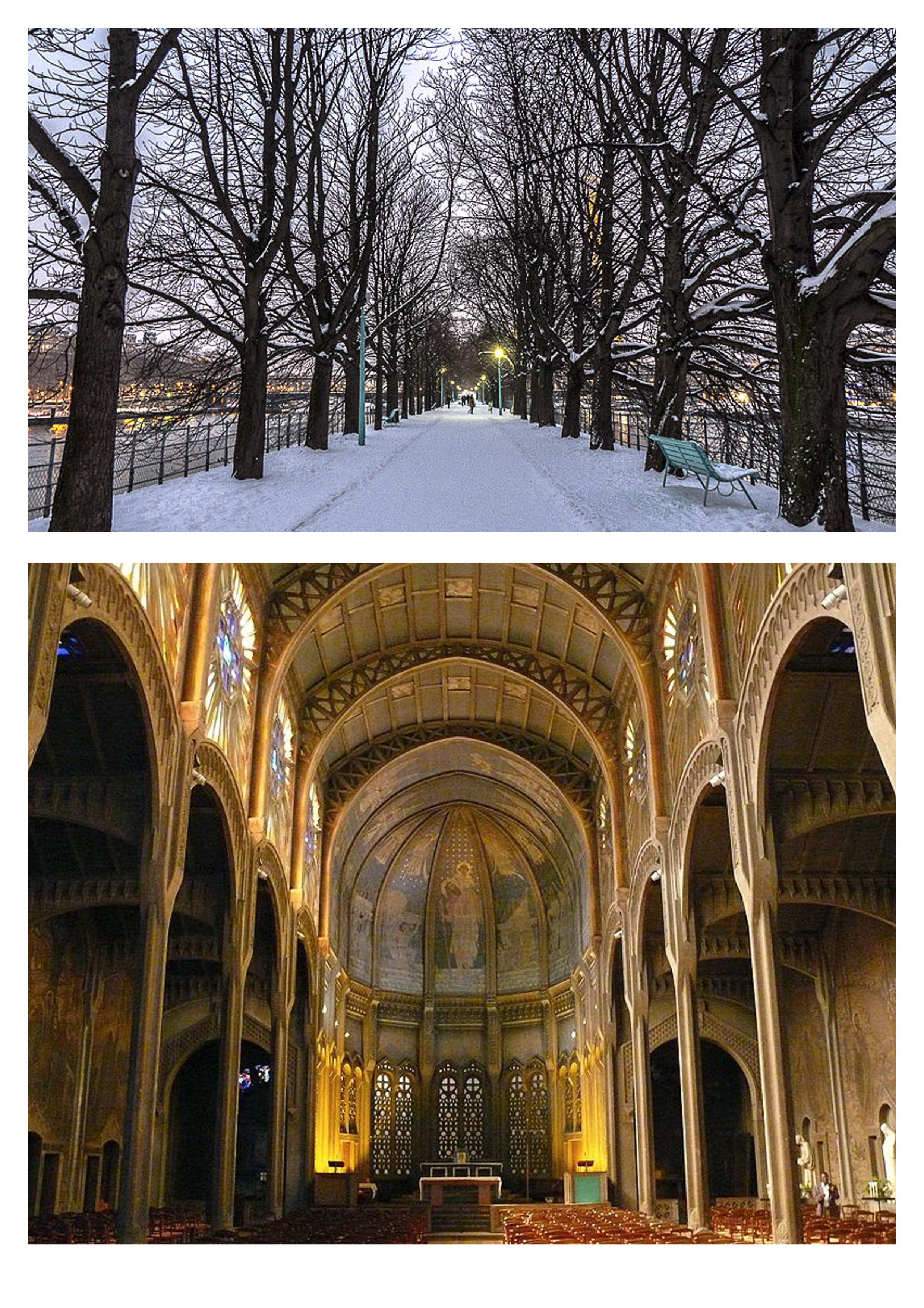
Ile des Cygnes i Saint-Christophe-de-Javel
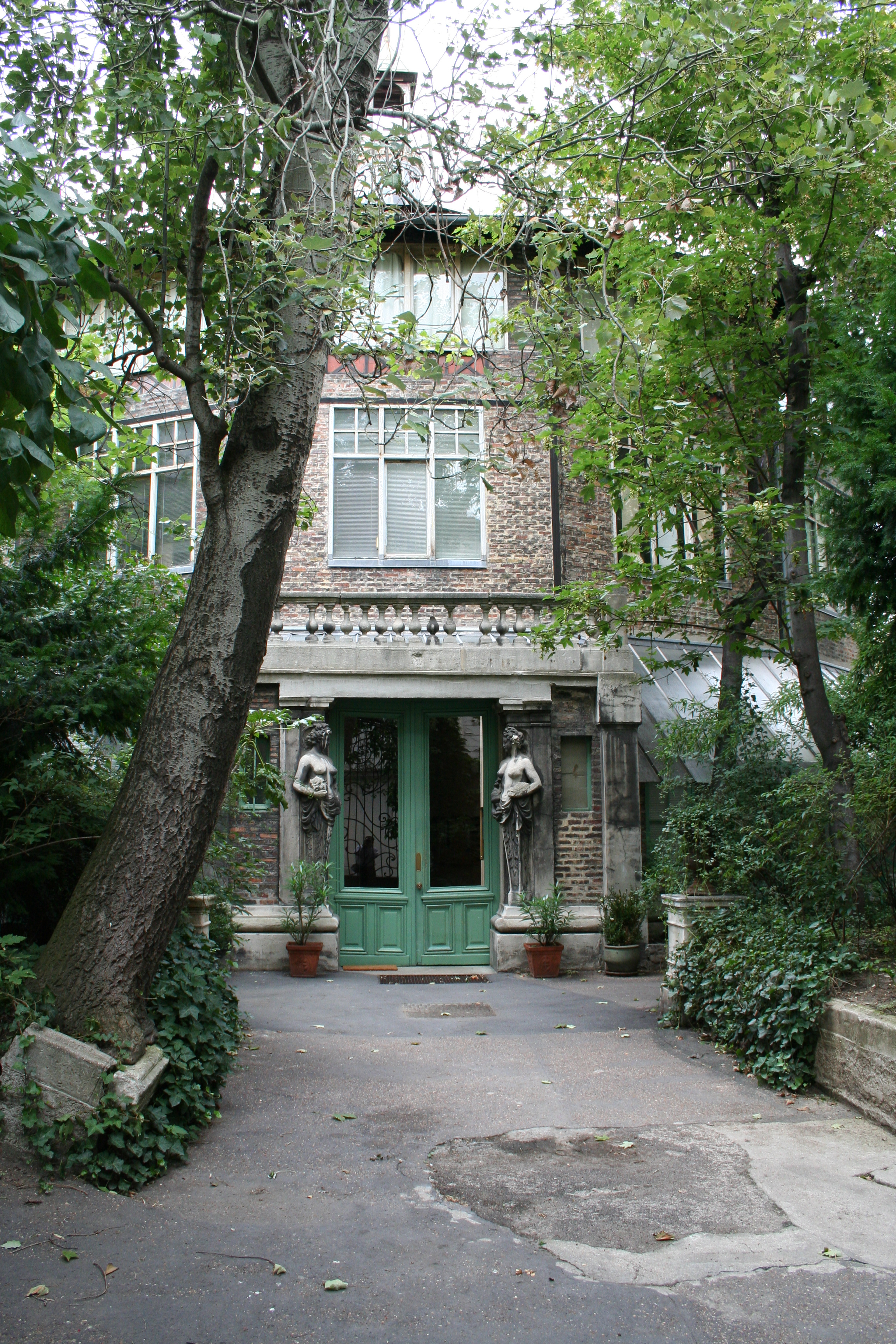
Entrada de "La Ruche"
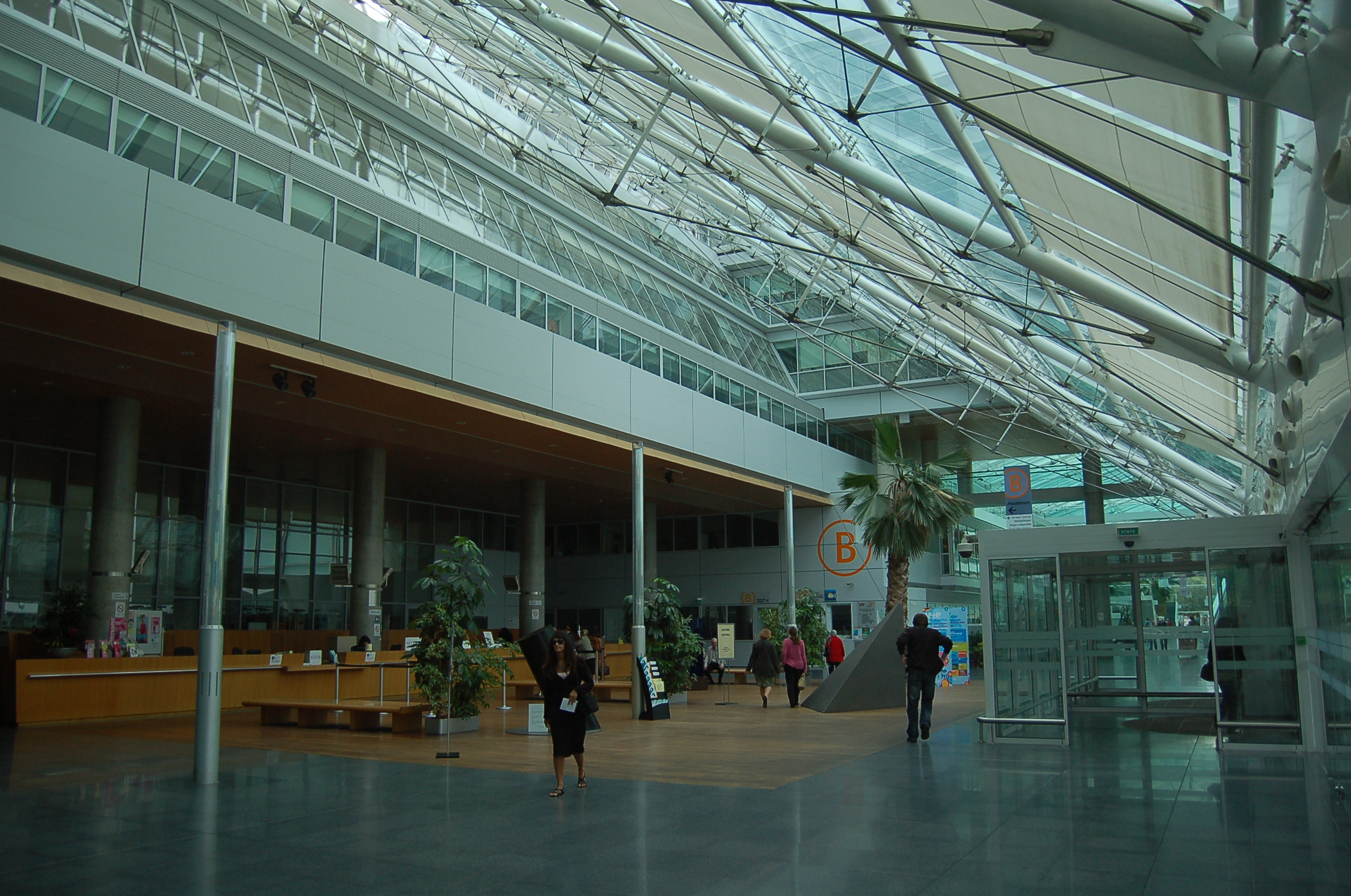
Hôpital européen Georges-Pompidou. Hall
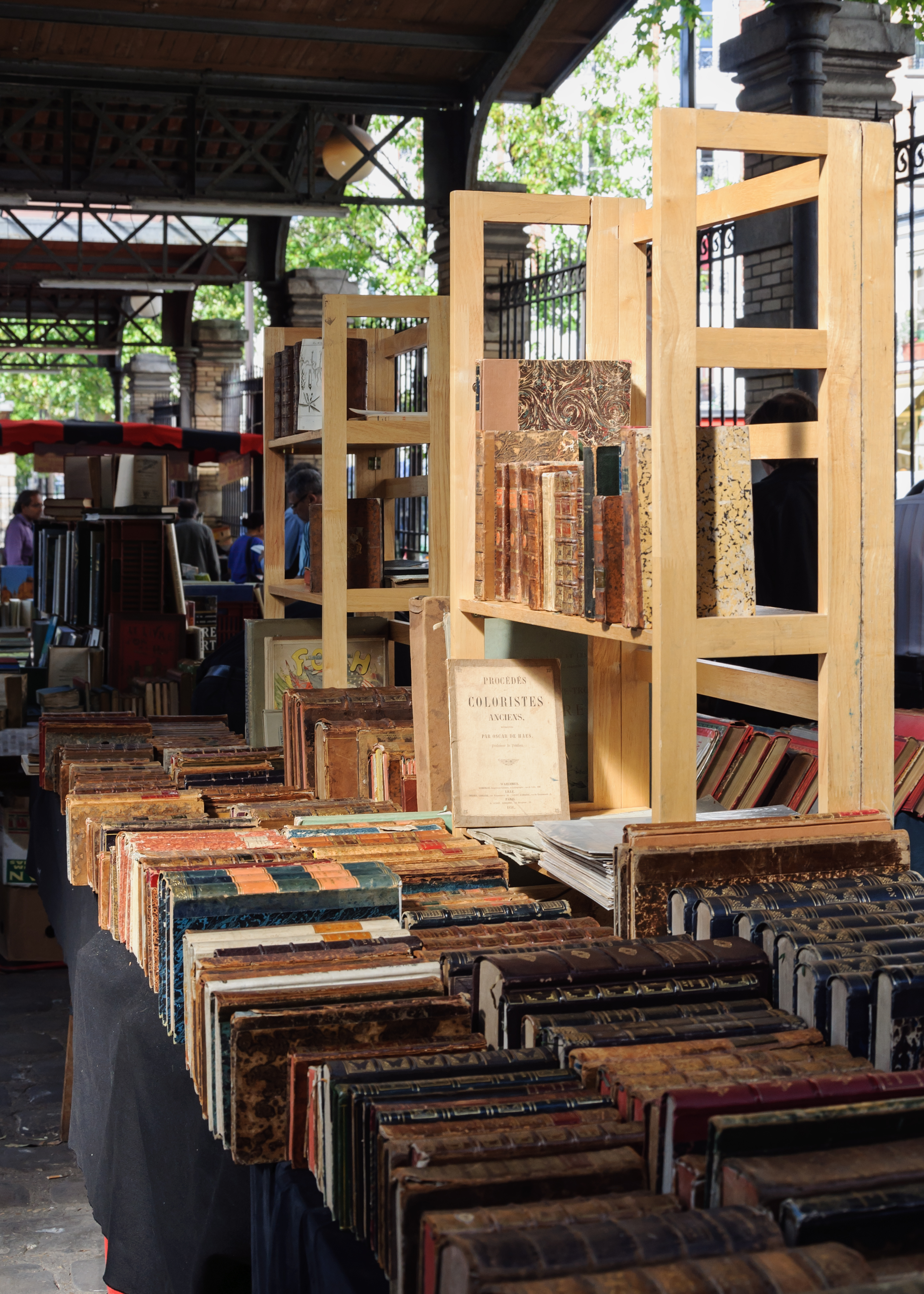
Mercat del llibre antic, Parc Georges-Brassens

## Llocs d'interès
Espais verds
- El parc André-Citroën que es troba on hi havia les antigues fàbriques Citroën.
- El parc Georges-Brassens,que deu el nom al cantant Georges Brassens, que va viure al barri.
- El square Saint-Lambert
- El Jardin Atlantique es troba a sobre de les andanes de la gare Montparnasse.
- L'allée des Cygnes permet passejar-se a l'Illa dels Cignes de París, entre el pont de Grenelle i el pont de Bir-Hakeim.
- El square Violet
- El square du Clos Feuquière